# Saito (Miyazaki)
Saito (西都市 -shi) é uma cidade japonesa localizada na província de Miyazaki.
Em 2003 a cidade tinha uma população estimada em 34 676 habitantes e uma densidade populacional de 79,07 h/km². Tem uma área total de 438,56 km².
Recebeu o estatuto de cidade a 1 de Novembro de 1958.